# Улица Первого Мая (Сестрорецк)
У́лица Пе́рвого Ма́я — улица в городе Сестрорецке Курортного района Санкт-Петербурга. Проходит от Морской улицы до Цемяночной улицы. Далее продолжается Цемяночной улицей.
Название присвоено в 1930-х годах в честь Первомая.
Основная часть застройки расположена на западной стороне, причём там перемешаны как четные, так и нечетные номера (1, 2, 3, 5). На восточной стороне находится только дом 4.

## Застройка
- № 1 — жилой дом (1930[2])
- № 3 — жилой дом (1939[2])
- № 3 — жилой дом (1930[2])
- № 3а — жилой дом (2008[2])
- № 5 — жилой дом (1979[2])